# Cavernulina orientalis
Cavernulina orientalis is een Pennatulaceasoort uit de familie van de Veretillidae. De wetenschappelijke naam van de soort is voor het eerst geldig gepubliceerd in 1909 door Thomson & Simpson.